# Agulha de lingueta
A  agulha de lingueta é um elemento das máquinas de malharia para os processos de malharia de trama e malharia de urdume (utilizadas em máquinas retilíneas, circulares e Raschel) que tem a finalidade de formar malha.
É uma haste de metal delgada, com um gancho em uma das extremidades e uma lingueta para fechar e abrir a cabeça da agulha. Foi inventada por Matthew Townsend em 1849 e desde então substitui as agulhas de prensa nas máquinas de malharia. As agulhas de lingueta são mais caras de se fabricar do que as agulhas de prensa é muito mais propensa a marcar o tecido durante a tricotagem, porém possuem a vantagem de serem auto-suficientes para formar a laçada, ou seja, não necessitam de nenhum mecanismo externo para fechar o gancho. Por esta razão, é a agulha mais utilizada na malharia de trama, sendo às vezes chamada de agulha automática.
A agulha de lingueta constitui-se de 7 partes: Eixo, gancho, lâmina da lingueta, colher da lingueta, haste, pé e cauda.
A principal vantagem da agulha de lingueta sobre a agulha de mola é não precisar prensar para produzir laçadas, fato que contribuiu para o aparecimento de teares mais rápidos e menos complexos.
A agulha de lingueta também é a mais difícil de ser construída, fazendo com que sua espessura seja mais grossa. O jogo mais fino de agulha de lingüeta que normalmente é fabricado é de 38 agulhas por polegada,  neste caso a espessura é de  0,38 mm cada agulha,  havendo ainda a necessidade de fazer uma ranhura de 0,12 mm para introduzir a lingueta. Conseqüentemente a agulha de lingueta necessita de mais um processo para a sua produção tornando essas operações um tanto delicadas e resultando num número mais elevado de agulhas com defeitos.